# Armoiries royales du Royaume-Uni
Les armoiries royales du Royaume-Uni (en anglais : Royal coat of arms of the United Kingdom) sont les armoiries officielles du monarque britannique, actuellement le roi Charles III. Ces armoiries sont utilisées par le roi en tant que monarque du Royaume-Uni partout sauf en Écosse, où une autre version des armoiries est utilisée. Des variantes des armoiries royales sont utilisées par le gouvernement britannique et les membres de la famille royale.

## Description
L'écu se blasonne ainsi : écartelé au 1 et 4, de gueules, à trois léopards d'or (qui est Angleterre), au 2, d'or, au lion de gueules, au double trescheur fleuronné et contre-fleuronné du même (qui est Écosse), au 3, d'azur, à la harpe d'or, cordée d'argent (qui est Irlande). Il est entouré d'une jarretière d'azur portant les mots « Honi soit qui mal y pense » d'or (il s'agit du collier et de la devise de l'ordre de la Jarretière),. Le timbre est un heaume d'or surmonté de la Couronne Tudor et d'un lion couronné de la même . Le blason est supporté à dextre par un lion anglais d'or également couronné avec la couronne Tudor et à senestre par une licorne écossaise d'argent armée, lampassée, et entravée aussi d'or. La chaîne est attachée à une couronne du même. Les supports s'élèvent sur une terrasse de roses Tudor de gueules et d'argent, boutonnées, tigées et feuillées de sinople (Angleterre), de trèfles (Irlande) et de chardons (Écosse) au naturel. Les armoiries portent la devise des monarques anglais « Dieu et mon droit »,.

## Versions et usages
|  | Les armoiries royales représentent le roi lui-même. Elles sont utilisées au Royaume-Uni (sauf en Écosse), notamment dans les tribunaux où les juges sont les représentants officiels de la couronne et sur certaines pièces frappées par la Royal Mint. Les armoiries sont aussi utilisées dans les églises de l'Église d'Angleterre, dont le souverain est le chef. |
|  | Depuis l'Union des Couronnes, une version spécifique des armoiries royales est utilisée en Écosse dans laquelle les éléments écossais ont préséance sur les éléments anglais : le blason est écartelé en 1 et 4 d'Écosse, en 2 d'Angleterre et en 3 d'Irlande ; il est entouré du collier de l'ordre du Chardon ; la Couronne d'Écosse est surmontée d'un lion de gueules (rouge) tenant un listel dont le cri de guerre In My Defens God Me Defend est abrégé en « In Defens ». La devise latine de l'ordre du Chardon, Nemo Me Impune Lacessit, souligne le blason. |
|  | Le gouvernement britannique utilise une version allégée des armoiries royales (sans la terrasse et le heaume). Ces armes sont utilisées notamment sur les lois du Parlement britannique, les documents officiels, les passeports, la plupart des ministères ou à l'entrée des représentations à l'étranger. |
|  | Le Bureau pour l'Écosse et, jusqu'en 2007, le gouvernement écossais utilisent une version allégée des armoiries royales pour l'Écosse. |
|  | Le Bureau de l'Intérieur utilise l'écu armorié des armoiries royales, c'est-à-dire l'écu avec la couronne et la jarretière, sans les autres éléments. |

## Histoire
Les armoiries royales actuelles sont une combinaison des blasons des anciens royaumes qui forment aujourd'hui le Royaume-Uni et qui trouvent leur origine dans les armes des rois d'Angleterre et des rois d'Écosse. De nombreuses modifications ont été faites au fil des siècles en fonction de l'évolution politique du pays ou des revendications des monarques.

### Royaumes d'Angleterre et d'Écosse
| Armoiries | Blason    | Dates                         | Détails |
| --------- | --------- | ----------------------------- | --- |
|           |           | c. 1189                       | Interprétation possible du blason du premier grand sceau de Richard Ier Coeur-de-Lion. Il s'agit des armoiries des Plantagenêt dont faisait partie Richard Ier. La couleur et le nombre de meubles sont des spéculations.                            |
|           |           | 1198–1340 1360–1369           | Blason figurant sur le second grand sceau de Richard Cœur-de-Lion, utilisé par ses successeurs jusqu'en 1340 : De gueules aux trois léopards d'or.                                                                                                   |
|           |           | 1340–1360 1369–1395 1399–1406 | Édouard III écartèle les armes d'Angleterre avec celles de la France afin de symboliser sa revendication du trône de France. |
|           |           | 1395–1399                     | Le blason de Richard II est parti des armes attribués à Édouard le Confesseur. |
|           |           | 1406–1422                     | Henri IV utilise la version moderne des armes de France. |
|           |           | 1422–1461 1470–1471           | Le blason d'Henri VI est parti de France et d'Angleterre. |
|           |           | 1461–1470 1471–1483           | Édouard IV restaure le blason d'Henri IV. |
|           | 1483      |                               | Édouard IV restaure le blason d'Henri IV. |
|           | 1483-1485 |                               | Édouard IV restaure le blason d'Henri IV. |
|           | 1485-1509 |                               | Édouard IV restaure le blason d'Henri IV. |
|           | 1509-1547 |                               | Édouard IV restaure le blason d'Henri IV. |
|           | 1509-1554 |                               | Édouard IV restaure le blason d'Henri IV. |
|           |           | 1554–1558                     | Le blason de Marie Ire est parti au premier des armes de son mari, Philippe II d'Espagne, au second des armes d'Angleterre. Bien que son père Henri VIII, utilise le titre de roi d'Irlande, rien n'est intégré au blason pour représenter ce titre. |
|           |           | 1558–1603                     | Élisabeth Ire restaure le blason d'Henri IV. |

| Armoiries | Blason | Dates              | Détails |
| --------- | ------ | ------------------ | --- |
|           |        | XIIe siècle – 1558 | D'or, au lion de gueules, armé et lampassé d'azur, dans un double trescheur fleuronné et contre-fleuronné de gueules. D'abord utilisé par Guillaume Ier puis repris plus tard par ses successeurs. |
|           |        | 1558–1559          | En tant que dauphine de France, le blason de Marie Stuart est parti des armes de son mari, François, dauphin de France et roi consort d'Écosse.                                                    |
|           |        | 1559–1560          | Blason de Marie Stuart en tant que reine consort de France. |
|           |        | 1560–1565          | Marie Stuart, reine douairière de France. |
|           |        | 1565–1603          | À son mariage avec Henry Stuart en 1565, Marie Stuart revient aux pleines armes du royaume d'Écosse Jacques VI est le dernier monarque d'Écosse à utiliser ce blason avant l'Union des Couronnes.  |

| Armoiries | Blason    | Dates                         | Détails |
| --------- | --------- | ----------------------------- | --- |
|           |           | c. 1189                       | Interprétation possible du blason du premier grand sceau de Richard Ier Coeur-de-Lion. Il s'agit des armoiries des Plantagenêt dont faisait partie Richard Ier. La couleur et le nombre de meubles sont des spéculations.                            |
|           |           | 1198–1340 1360–1369           | Blason figurant sur le second grand sceau de Richard Cœur-de-Lion, utilisé par ses successeurs jusqu'en 1340 : De gueules aux trois léopards d'or.                                                                                                   |
|           |           | 1340–1360 1369–1395 1399–1406 | Édouard III écartèle les armes d'Angleterre avec celles de la France afin de symboliser sa revendication du trône de France. |
|           |           | 1395–1399                     | Le blason de Richard II est parti des armes attribués à Édouard le Confesseur. |
|           |           | 1406–1422                     | Henri IV utilise la version moderne des armes de France. |
|           |           | 1422–1461 1470–1471           | Le blason d'Henri VI est parti de France et d'Angleterre. |
|           |           | 1461–1470 1471–1483           | Édouard IV restaure le blason d'Henri IV. |
|           | 1483      |                               | Édouard IV restaure le blason d'Henri IV. |
|           | 1483-1485 |                               | Édouard IV restaure le blason d'Henri IV. |
|           | 1485-1509 |                               | Édouard IV restaure le blason d'Henri IV. |
|           | 1509-1547 |                               | Édouard IV restaure le blason d'Henri IV. |
|           | 1509-1554 |                               | Édouard IV restaure le blason d'Henri IV. |
|           |           | 1554–1558                     | Le blason de Marie Ire est parti au premier des armes de son mari, Philippe II d'Espagne, au second des armes d'Angleterre. Bien que son père Henri VIII, utilise le titre de roi d'Irlande, rien n'est intégré au blason pour représenter ce titre. |
|           |           | 1558–1603                     | Élisabeth Ire restaure le blason d'Henri IV. |

| Armoiries | Blason | Dates              | Détails |
| --------- | ------ | ------------------ | --- |
|           |        | XIIe siècle – 1558 | D'or, au lion de gueules, armé et lampassé d'azur, dans un double trescheur fleuronné et contre-fleuronné de gueules. D'abord utilisé par Guillaume Ier puis repris plus tard par ses successeurs. |
|           |        | 1558–1559          | En tant que dauphine de France, le blason de Marie Stuart est parti des armes de son mari, François, dauphin de France et roi consort d'Écosse.                                                    |
|           |        | 1559–1560          | Blason de Marie Stuart en tant que reine consort de France. |
|           |        | 1560–1565          | Marie Stuart, reine douairière de France. |
|           |        | 1565–1603          | À son mariage avec Henry Stuart en 1565, Marie Stuart revient aux pleines armes du royaume d'Écosse Jacques VI est le dernier monarque d'Écosse à utiliser ce blason avant l'Union des Couronnes.  |

### Union des Couronnes et Commonwealth
| Armoiries | Blason | Dates     | Détails |
| --------- | ------ | --------- | --- |
|           |        | 1603–1649 | Jacques VI d'Écosse hérite des trônes anglais et irlandais en 1603 : les armes d'Angleterre et d'Écosse sont écartelées et, pour la première fois, on introduit un élément pour l'Irlande. Une version écossaise est utilisée en Écosse, qui donne préséance aux éléments écossais.                               |
|           |        | 1649–1654 | Ces armes, déjà utilisées par les parlementaires en 1648, sont adoptées pour le Commonwealth d'Angleterre en 1649. |
|           |        | 1654–1655 | Une croix de Saint-André est introduite en 1654 |
|           |        | 1655–1659 | Le grand sceau de 1655 inclut le blason personnel d'Oliver Cromwell : Écartelé, 1 et 4, d'argent à la croix de gueules (Angleterre et pays de Galles) ; 2, d'azur au sautoir d'argent (d'Écosse) ; 3, d'azur à la harpe d'or, cordée d'argent (d'Irlande) ; sur-le-tout, de sable au lion d'argent (de Cromwell). |
|           |        | 1659–1660 | À la fin du Protectorat, les armoiries de 1654 sont restaurées. |
|           |        | 1660–1689 | À la Restauration de 1660, Charles II réintroduit les armoiries royales. |
|           |        | 1689–1694 | Jacques II et VII est déposé par le Parlement et remplacé par sa fille Marie qui règne conjointement avec son mari Guillaume, prince d'Orange : leur armes sont combinées. Celles de Guillaume arborent un écu représentant la maison d'Orange-Nassau,.                                                           |
|           |        | 1694–1702 | À la mort de Marie II, Guillaume III règne seul et utilise son blason,. |
|           |        | 1702–1707 | Anne hérite du trône et revient à la version de 1603. |

### Royaume-Uni de Grande-Bretagneet Royaume-Uni
| Armoiries | Blason      | Dates                                                                       | Détails |
| --------- | ----------- | --------------------------------------------------------------------------- | --- |
|           |             | 1707–1714                                                                   | Les Actes d'Union créent le Royaume de Grande-Bretagne : le blason écartelé comprend en I et IV mi-parti d'Angleterre et d'Écosse, comme pour un couple marié. |
|           |             | 1714–1800                                                                   | En vertu de l'Acte d'établissement, l'électeur de Hanovre hérite du trône et devient le roi George Ier : le quatrième quartier est modifié pour comprendre les armes de l'électorat de Hanovre (Brunswick, Lunebourg et la couronne du Saint-Empire). |
|           |             | 1801–1816                                                                   | L'Acte d'Union unit la Grande-Bretagne et l'Irlande et George III renonce à la prétention au trône de France. Les armoiries sont modifiées et l'électorat de Hanovre figure sur un écu surmonté du bonnet électoral. |
|           |             | 1816–1837                                                                   | Le bonnet est remplacé par une couronne en 1816, après que l'électorat de Hanovre fut devenu un royaume. |
|           |             | 1837-~1954                                                                  | En devenant reine, Victoria met fin à l'union personnelle entre le Royaume-Uni et le Hanovre (où la loi salique s'applique) : l'écu représentant le royaume de Hanovre est supprimé. Malgré les modifications ultérieures du titre du monarque britannique (empereur des Indes de 1876 à 1947, partition de l'Irlande en 1921), le blason n'est pratiquement plus modifié. |
|           |             | ~1954-2022                                                                  | Le dessin de la harpe irlandaise est modifié selon un souhait d'Élisabeth II émis en 1954. |
|           | depuis 2022 | Peu après son avènement, Charles III décide de revenir à la couronne Tudor. | |